# Antipater (général)
Pour les articles homonymes, voir Antipater.
Antipater (en grec ancien Ἀντίπατρος / Antípatros), né en 397 av. J.-C. et mort en 319 av. J.-C., est l'un des plus grands généraux macédoniens sous les règnes de Philippe II puis d'Alexandre le Grand.
Il est régent du royaume de Macédoine durant la conquête de l'Empire perse au titre de « stratège d'Europe » de 334 av. J.-C. jusqu'à sa mort en 319 av. J.-C. Il montre son attachement au maintien des traditions macédoniennes face aux tentations orientales d'Alexandre.
Après la mort du roi en 323 av. J.-C., il conserve la régence pour prendre part aux guerres des Diadoques contre Perdiccas et Eumène de Cardia avec l'aide d'Antigone le Borgne, ainsi qu'à la guerre lamiaque contre Léosthène et Antiphile avec l'aide de Cratère et Léonnatos.

## Biographie

### Origine
Peu de sources nous sont parvenues quant à son origine. On sait qu'il est le fils d'un noble macédonien dénommé Iolas (également appelé Iollas ou Iolaus), et que sa famille, originaire de la ville de Paliura (probablement comme Antigone le Borgne), descend d'une branche de la dynastie des Argéades. Il a également un frère nommé Cassandre (en).

### Carrière sousPhilippeII
On ignore pratiquement tout de sa carrière avant 342 av. J.-C., date à laquelle Philippe II le charge de gouverner la Macédoine pendant qu'il mène campagne contre des tribus thraces. Durant cette régence, Antipater se distingue en envoyant des troupes en Eubée contre Athènes qui essaye de soulever les cités contre la domination macédonienne. À l'automne 342, il représente Philippe à la Ligue Amphictyonique de Delphes, une organisation religieuse dont la Macédoine fait partie depuis 346 av. J.-C.. À partir de 340, en l'absence de Philippe parti assiéger Byzance, la régence échoit au jeune Alexandre. À la suite de la victoire de Philippe à la bataille de Chéronée, Antipater est envoyé en ambassade à Athènes afin de conclure un traité de paix et de rendre les dépouilles des Athéniens morts au combat. Après l'assassinat de Philippe en 336 av. J.-C., il aide le jeune Alexandre à accéder au trône ; il apparait alors à cette époque comme étant proche d'Alexandre et d'Olympias.
Antipater est, avec Parménion, le général le plus expérimenté. Il conseille en vain à Alexandre de ne pas commencer l'expédition asiatique avant qu'il n'ait un héritier. En 334 av. J.-C., il est désigné « stratège d'Europe », à charge pour lui d'assurer la régence de la Macédoine et de préserver la ligue de Corinthe tout en réprimant d'éventuels mouvements de rébellion en Grèce, sachant qu'Alexandre lui confie d'importantes forces militaires.

### Régent de Macédoine

Le royaume de Macédoine en -336

Antipater dispose sous le règne d'Alexandre de pouvoirs très étendus. Il mène une politique avisée et montre son attachement à une monarchie traditionnelle et « patriarcale » dans laquelle la noblesse peut s'exprimer librement au sein du Conseil royal. Pendant qu'Alexandre conquiert l'Asie, Antipater apparaît de fait comme le souverain véritable aux yeux des Macédoniens restés au pays. Il utilise la Ligue de Corinthe afin de maintenir les Grecs dans la dépendance tout en s'appuyant, comme Philippe II, sur des régimes oligarchiques ou tyranniques soutenus par des garnisons macédoniennes. Antipater participe indirectement à la conquête en envoyant des renforts, comme durant l'hiver 334-333 av. J.-C. pendant le séjour d'Alexandre à Gordion. Antipater est rapidement aux prises avec les cités grecques qui profitent de l'absence d'Alexandre pour se soulever. Memnon de Rhodes, un mercenaire grec au service de Darius III qui dirige la flotte perse, a en effet pris contact avec le roi de Sparte, Agis III, et les cités les plus hostiles aux Macédoniens, désormais confiantes dans leurs moyens. Antipater doit donc faire face en Égée à la flotte perse ; mais, heureusement pour ses adversaires, Memnon meurt durant le siège de Mytilène au début 333. Les successeurs de Memnon ne sont pas capables de contenir les Macédoniens, le reste de la flotte perse étant finalement dispersé après la victoire d'Alexandre à Issos.
En 332 av. J.-C., Antipater doit faire face à la révolte de tribus thraces emmenées par Memnon de Thrace, un stratège macédonien envoyé pour contenir une révolte qui prend le parti des populations insurgées. Puis au printemps 331 av. J.-C., au moment où Alexandre quitte l'Égypte, Antipater est menacé par les ambitions d'Agis III. Celui-ci, qui vient de mener campagne en Crète, entend soumettre tout le Péloponnèse et assiège Mégalopolis avec le soutien de contingents achéens, élidiens et arcadiens. Antipater reçoit une part du trésor de Suse ; ce qui lui permet de recruter de nombreux mercenaires et de lever une armée deux fois plus nombreuse que son adversaire. Il conclut une trêve avec les tribus thraces et mène en personne l'offensive dans le Péloponnèse. Il défait l'armée spartiate à la bataille de Megalopolis durant laquelle Agis trouve la mort. Sparte négocie la paix directement avec Alexandre qui lui impose le paiement de 120 talents et surtout son entrée dans la Ligue de Corinthe. Après la mort d'Agis, la Grèce entre sous la férule d'Antipater dans une période de paix jusqu'en 322 av. J.-C..
Au fil de la conquête de l'Asie, Antipater manifeste de plus en plus sa réticence envers la politique « orientalisante » d'Alexandre, le préjugé envers les « Barbares d'Asie » étant encore tenace en Grèce comme en Macédoine. En outre, il ne conçoit pas qu'un roi puisse recevoir des honneurs divins. C'est pour cette raison qu'Alexandre lui écrit qu'il punira ceux qui ont inspiré les protestations de Callisthène. En 324 av. J.-C., Alexandre a en effet annoncé aux Grecs qu'ils doivent désormais l'honorer d'un culte public en tant que « Dieu Invaincu » (en grec ancien : Θεός Ανίκητος / Théos Anikètos). Enfin, Antipater n'admet pas la nouvelle politique impériale d'Alexandre en Grèce. Il considère que le roi s'immisce dans les affaires intérieures des cités en leur ordonnant le retour des bannis et le rétablissement dans leurs biens. Antipater est chargé de faire appliquer ces édits royaux tandis que son hostilité à l'égard de cette politique remonte jusqu'à Alexandre par le biais d'Olympias.
Les relations entre Antipater et Olympias, qui a envoyé à son fils plusieurs lettres dénonçant la déloyauté du régent, se sont en effet gravement détériorées depuis le départ d'Alexandre. À tel point qu'Olympias est contrainte en 331 av. J.-C. de s'exiler en Épire dont elle exerce la régence. D'après Plutarque, Alexandre redouterait l'ambition et le double jeu d'Antipater, « blanc à l'extérieur, pourpre à l'intérieur » ; pour autant selon Arrien, Alexandre n'aurait pas douté de la loyauté du régent. Encouragé par la reine-mère, Alexandre décide dans un premier temps, à la fin du printemps 324, d'appeler Antipater à Babylone pour lui demander des comptes. Mais le régent refuse et envoie son fils Cassandre (accompagné de Iolas) plaider sa cause. En vain, puisqu'Alexandre charge le fidèle Cratère de retourner en Macédoine avec un contingent de vétérans avec secrètement pour mission de destituer Antipater, par la force si nécessaire. Mais la mort d'Alexandre en juin 323 av. J.-C. modifie ce plan.

### Antipater et la guerre lamiaque
La mort d'Alexandre apparaît être une bonne nouvelle pour Antipater. Celui-ci est en effet confirmé dans ses fonctions de « stratège d'Europe » au sein d'un triumvirat formé avec Perdiccas, chiliarque de l'empire, et Cratère, tuteur des rois. D'ailleurs une rumeur, propagée par Olympias et reprise par la Vulgate d'Alexandre, l'accuse d'avoir fait empoisonner le monarque par l'intermédiaire de ses fils Cassandre et Iolas, échanson du roi. Il est d'ailleurs possible que la publication d'une partie des Éphémérides royales par Antipater, qui relatent les banquets dionysiaques durant les derniers jours du roi, servent à le disculper.
C'est à ce moment qu'Antipater doit faire face à une nouvelle coalition en Grèce qui mène à la guerre lamiaque (323 av. J.-C.-322 av. J.-C.). Dès la mort d'Alexandre, les Athéniens se soulèvent contre la domination macédonienne. Hypéride suscite une alliance avec principalement des Étoliens, des Thessaliens, des Locriens et des Phocidiens. Fort d'un contingent de mercenaires payés avec le trésor pris à Harpale, le stratège Léosthène défait les Macédoniens en Béotie. Antipater doit abandonner les Thermopyles et décide, vu l'infériorité numérique de son armée, de s'enfermer dans Lamia en attendant les renforts venus d'Asie (fin 323). Il envoie une ambassade conduite par Hécatée (tyran de Cardia) auprès de Léonnatos afin que celui-ci, qui est censé mener campagne en Cappadoce au profit d'Eumène de Cardia, passe en Macédoine,. Lysimaque ne peut lui venir en aide car il est occupé à soumettre les tribus thraces.
La supériorité de la flotte athénienne, considérablement renforcée depuis l'administration de Lycurgue, cesse avec l'arrivée en mer Égée d'une puissante escadre phénicienne et chypriote. Cleitos, l'amiral macédonien, défait la flotte athénienne dans l'Hellespont, permettant la traversée des troupes de Léonnatos. Celui-ci trouve la mort aux pieds des remparts de Lamia mais l'arrivée de son armée permet à Antipater d'évacuer la cité. Au printemps 322 av. J.-C., la flotte athénienne est détruite au large d'Amorgós. Cette grave défaite, qui marque la fin de la puissance navale athénienne, permet de libérer la mer Égée et d'amener en Grèce les renforts de Cratère. À la tête d'un contingent de 50 000 fantassins et 5 000 cavaliers vétérans, celui-ci rejoint Antipater, à l'été 322, qui pour sceller cette alliance offre à Cratère d'épouser sa fille Phila. L'apport de ces troupes est décisif. En août 322, les alliés grecs sont vaincus à la bataille de Crannon en Thessalie. À la suite de cette victoire, Antipater impose à Athènes une paix drastique. La démocratie est abolie pour être remplacée par un régime oligarchique protégé par une garnison macédonienne. Hypéride est torturé et exécuté, Démosthène contraint au suicide. Ce nouveau régime s'apparente à un régime censitaire : un citoyen doit posséder 2 000 drachmes et 1 000 pour devenir archonte. Il exclut de la citoyenneté un nombre considérable de paysans pauvres ; mais 10 000 d'entre eux acceptent les terres que le régent leur offre en Thrace.
Antipater et Cratère comptent ensuite envahir l'Étolie mais l'arrivée en Macédoine d'Antigone qui leur fait part des ambitions royales de Perdiccas les incite à abandonner ce projet.

### Coalition contre Perdiccas
Perdiccas désire en effet capter à son profit le prestige de la dynastie argéade afin de conforter sa prétention au trône de Macédoine. Dans un premier temps, Antipater a voulu conclure une alliance en lui offrant d'épouser sa fille Nikaia, ce que Perdiccas a accepté. Nikaia arrive en Asie mineure où se trouve Perdiccas avant l'automne 322 av. J.-C.. Mais d'un autre côté, Olympias veut porter tort à Antipater et cherche à se débarrasser de Philippe III. Pour cela, elle recherche l’alliance de Perdiccas en lui proposant d'épouser la propre sœur d'Alexandre, Cléopâtre, veuve d'Alexandre d’Épire, et de marcher sur la Macédoine afin d'y ramener la dépouille d'Alexandre. Perdiccas finit donc par renoncer à Nikaia pour accepter l'union avec Cléopatre au début de l'année 321 av. J.-C.. C’est une union bien plus prestigieuse, car elle fait de lui l’oncle du jeune Alexandre IV. Mais il s'aliène dangereusement Antipater qui met sur pied une coalition contre lui.
Cette première coalition des diadoques réunit principalement Antipater, Cratère, Ptolémée et Antigone contre Perdiccas. Au printemps 321, Antigone débarque ses troupes à Éphèse tandis qu'Antipater et Cratère traversent sans difficulté l'Hellespont, les troupes de Perdiccas désertant en masse. Le chiliarque, alors stationné en Cilicie avec les rois, décide de marcher contre Ptolémée, tandis qu'Eumène de Cardia est chargé de défendre l’Asie Mineure contre Antipater et ses alliés. Perdiccas trouve la mort en Égypte, tandis qu'Eumène défait Cratère à la bataille de l'Hellespont au printemps 321, les Macédoniens ralliés par Eumène après la mort de Cratère s'échappant rapidement auprès d'Antipater. À l'automne 321, Eumène manque de lui livrer bataille en Lydie mais Cléopâtre parvient à le convaincre de quitter Sardes et d'éviter le combat avec le régent.

### Régent de l'empire
La mort de Perdiccas en 321 av. J.-C. entraîne une nouvelle répartition des postes. Au conseil de Triparadisos en Syrie, Antipater, qui est présent pour la première fois en Asie, reçoit les pleins pouvoirs avec le titre d'épimélète (protecteur) des rois. Il devient à la fois régent de l'empire et tuteur des rois, même si cette charge est d'abord prévue pour échoir à Antigone. Néanmoins, son autorité apparaît être brièvement contestée. Il doit subir à Triparadisos une mutinerie fomentée par Eurydice. L'armée réclame en effet les gratifications promises par Alexandre. Eurydice l'accuse en public mais l'intervention des troupes d'Antigone permet au régent de reprendre le contrôle de la situation.
Antipater confie immédiatement de vastes pouvoirs à Antigone qui reçoit, en plus d'un maintien dans ses satrapies, le titre de « stratège d'Asie », à charge pour lui de vaincre Eumène de Cardia. Antigone bénéficie dès lors de pouvoirs équivalents à ceux confiés à Antipater sous le règne d'Alexandre. Antipater lui adjoint cependant comme second son propre fils Cassandre, désigné chiliarque de la cavalerie (et non chiliarque de l'empire comme dit parfois). Mais la mésentente entre Antigone et Cassandre éclate peu après. Désavoué par son père qui n'est pas encore rentré en Europe, Cassandre parvient cependant à le convaincre de ne pas se séparer des rois et à les emmener avec lui en Macédoine. Ce geste de défiance envers Antigone, à qui a été auparavant confié la garde des rois, est compensé par le mariage entre Phila, veuve de Cratère, avec le fils d'Antigone, Démétrios. Désormais les deux anciens généraux de Philippe II se partagent l’autorité impériale : Antipater en Europe et Antigone en Asie. Il cherche aussi à s'allier les bonnes grâces de Ptolémée en lui offrant la main de sa fille Eurydice en 321. La décision de ramener les rois en Macédoine a été lourde de conséquences. Ils quittent le « centre » de l'empire et commencent à être marginalisés. L'Asie est désormais livrée aux ambitions d'Antigone.
La régence impériale d'Antipater est marquée en Grèce par la reprise du conflit contre les Étoliens qui, profitant du départ d'Antipater et de Cratère pour l'Asie, ont envahi la Thessalie. Celle-ci est reconquise par Polyperchon, son second depuis 324, aidé par une invasion d'Acarnaniens, sans doute suscitée par les Macédoniens. La cité d'Athènes retrouve une certaine prospérité sous le gouvernement de Phocion. Mais le ressentiment contre les Macédoniens, dont une garnison tient le fort de Munichie, reste fort. Aussi Démade, considéré comme un ami de la Macédoine, est envoyé auprès d'Antipater afin d'obtenir le départ des troupes occupantes. Mais Démade, accusé d'avoir auparavant trahi au profit de Perdiccas, est exécuté par Cassandre après avoir vu son fils égorgé.
Au début 319 av. J.-C., la menace que représente désormais Antigone en Asie l'oblige à infléchir sa politique, et peut-être déjà à préparer un recours à Eumène de Cardia. En effet celui-ci, réfugié dans la forteresse de Nora en Cappadoce, a proposé des négociations de paix à Antipater par l'intermédiaire de Hiéronymos de Cardia, le futur historien des Diadoques. Cette ambassade, accueillie avec les honneurs par le régent, démontre qu'un rapprochement a eu lieu entre Antipater et Eumène au détriment d'Antigone.
Antipater meurt peu après, à l'été 319, à l'âge de 78 ans. Avec lui disparaît le dernier des compagnons de Philippe, contemporain de Parménion. Certes, Antipater n'a pas directement participé à l'expédition d'Alexandre, mais il l'a rendue possible en maintenant la Grèce sous la tutelle macédonienne et en y appliquant les décisions royales, malgré quelques réticences envers la politique orientale d'Alexandre et la haine croissante d'Olympias. Sa succession, confiée à Polyperchon, aîné des généraux macédoniens, relance le conflit entre les diadoques.

### Succession d'Antipater
Sentant sa fin proche, Antipater a pris soin de préparer sa succession par la voie d'un testament. Polyperchon, l’aîné des généraux d’Alexandre, est désigné épimélète des rois, à charge pour lui de maintenir la Macédoine hors du giron d'Antigone et de Ptolémée. Son fils aîné Cassandre est quant à lui confirmé dans ses fonctions de chiliarque équestre. Le choix d’Antipater, qui conduit à l’éviction de son propre fils, peut s’expliquer par la crainte qu’inspire désormais Antigone. Peut-être Antipater souhaite-il respecter la tradition macédonienne en confiant la régence, charge non héréditaire, à un stratège expérimenté et respecté des Macédoniens. La désignation de Polyperchon libère en tout cas Antigone de toute tutelle ; car seul Antipater a exercé sur lui une relative autorité.
Cette nouvelle organisation place Cassandre sous la subordination de Polyperchon, si bien qu’il refuse de se soumettre et revendique pour lui-même l'héritage paternel. En Macédoine, des factions s'organisent autour de chacun des protagonistes : Olympias prend le parti de Polyperchon, par haine des Antipatrides, tandis que Cassandre obtient le soutien d'Antigone. Quant à Polyperchon, il rallie à sa cause Eumène de Cardia qu'il désigne « stratège d'Asie » au nom des rois, à charge pour lui de combattre Antigone.

## Famille

### Mariage et enfants
Antipater est le fondateur de l'éphémère dynastie des Antipatrides. Il a eu dix enfants de plusieurs épouses dont le nom n'est pas connu :
- Nicanor ;
- Périlaos (la) ;
- Alexarchos ;
- Cassandre, général et roi de Macédoine ;
- Pleistarchos, général de Cassandre ;
- Philippe (en), père d'Antipater II Étésias ;
- Iolas, échanson d'Alexandre le Grand ;
- Nikaia, épouse de Lysimaque ;
- Eurydice, épouse de Ptolémée Ier ;
- Phila, épouse de Cratère puis de Démétrios Ier Poliorcète.

## Œuvres
Antipater est l'un des élèves d'Aristote[réf. nécessaire]. Celui-ci nomme Antipater en tant que son exécuteur testamentaire à sa mort en 322 av. J.-C.
Selon la Souda, Antipater est l'auteur d'une compilation de lettres en deux livres et d'un récit historique appelé Les actes illyriens de Perdiccas (en grec ancien : Περδίκκου πράξεις Ιλλυριακαί),.